# Duy Hải (Quảng Nam)
Duy Hải is een xã in het district Duy Xuyên, een van de districten in de Vietnamese provincie Quảng Nam.
Duy Hải ligt aan de kust van de Zuid-Chinese Zee op de zuidelijke oever van de Cưa Đại, die ter plaatse de Zuid-Chinese Zee instroomt. Duy Hải heeft ruim 7.000 inwoners op een oppervlakte van 10,2 km².